# Nicht die Zeit für Blumen
Nicht die Zeit für Blumen ist eine US-amerikanische Filmkomödie aus dem Jahr 1952 von Don Siegel mit Viveca Lindfors und Paul Hubschmid in den Hauptrollen. Der Film wurde von RKO Radio Pictures in den Verleih gebracht.

## Handlung
Eines Morgens meldet sich die patriotische, tüchtige Sekretärin Anna Svoboda im kommunistisch kontrollierten Prag zur Arbeit im Büro ihres neuen Chefs Karl Marek, eines lebhaften jungen Mannes, der vor kurzem von einem diplomatischen Auftrag in Washington, D.C. zurückgekehrt ist. Als Annas Bleistift beim Diktieren zerbricht, zeigt Karl ihr eifrig eine der neuesten Erfindungen Amerikas, den elektrischen Bleistiftspitzer. Er kommentiert ihr schlichtes Aussehen, gibt ihr dann etwas Lippenstift und bietet ihr an, ihr das amerikanische Kleid zu schenken, das er für seine Nichte gekauft hat, die, wie er behauptet, zu dick geworden sei, um es zu tragen, wie die meisten Frauen in der Tschechoslowakei. Gereizt über Karls Kritik fragt Anna, warum er Amerika überhaupt verlassen habe, und er erwidert, dass er sich das Gleiche gefragt habe. Anna ist schockiert über Karls Bemerkung und beeilt sich, Anton Novotny, Karls Vorgesetzten, zu informieren. Trotz ihrer Proteste besteht Novotny darauf, dass Anna weiterhin für Karl arbeitet. Am gleichen Abend wird Anna, die mit ihren Eltern und ihrem kleinen Bruder Stefan lebt, von Emil Dadak, dem Chef der politischen Polizei, vorgeladen. Dadak bemerkt, dass Karl unter Verdacht steht, und befiehlt Anna, sich mit ihm anzufreunden und alle fragwürdigen Aktivitäten zu melden. 
Am nächsten Tag bemüht sich Anna bewusst, nett zu Karl zu sein, und er lädt sie zum Mittagessen ein. Während des Essens macht sich Karl über das Verbot der Musik von Schostakowitsch durch die Regierung lustig und erzählt einen antikommunistischen Witz. Wie angewiesen ruft Anna Dadak über ein öffentliches Telefon an und teilt ihm die Einzelheiten ihres Mittagessens mit. Anna weiß nicht, dass Karl für Dadak arbeitet und ihm dabei hilft, herauszufinden, ob Anna eine unbestechliche, loyale Sekretärin für Novotny in Amerika abgeben würde. Als Teil ihres Plans konfisziert Karl beim Zoll ein Cocktailkleid, High Heels und Schmuck und lädt Anna zum Abendessen ein. In ihrem eleganten Outfit zieht Anna im Restaurant viel Aufmerksamkeit auf sich und genießt es, wider Willen, mit Karl zu tanzen und Champagner zu trinken. Danach gehen Anna und Karl zu seiner Wohnung, aber Anna lehnt es ab, mitzukommen. Stattdessen eilt sie davon, um Dadak anzurufen, der ihr befiehlt, zu Karl zurückzukehren. Anna geht zurück in die Wohnung, ohne zu wissen, dass sie von Kudelka verfolgt wird, einem Restaurantbesitzer und Freund der Familie, der ihr auf unbeholfene Weise den Hof gemacht hat. Als Kudelka sieht, wie Anna zu Karl geht, rennt er los, um es ihrem überfürsorglichen Vater zu erzählen. In Karls Wohnung zieht die inzwischen angeheiterte Anna derweil fröhlich ein paar Nylonstrümpfe an, die er ihr anbietet, und ergreift die Chance, in seinem Badezimmer ein Schaumbad zu nehmen. Doch kaum ist sie in der Badewanne, hämmern ihr Vater und Kudelka an die Tür. Nachdem Anna ihren Vater und ihren potenziellen Verehrer wütend weggeschickt hat, küsst Karl sie und sie rennt verwirrt davon. Anna informiert Dadak pflichtbewusst über ihren Abend und bittet ihn dann um Hilfe, ihren Vater und Kudelka aus dem Gefängnis zu holen, nachdem sie betrunken und randalierend aufgegriffen worden sind.
Karl setzt sein kalkuliertes Werben um Anna fort, bis Novotny Dadak mitteilt, dass er in zwei Tagen nach Amerika aufbrechen werde und eine Sekretärin brauche. Als letzten Test nimmt Karl Anna mit in eine Bar, wo ihm eine Frau, die sich als verzweifelte Betrunkene ausgibt, einige Briefe zusteckt. In seiner Wohnung gesteht Karl Anna gegenüber, dass die Briefe von Freunden in Amerika sind, und lässt sie absichtlich allein, damit sie einen Blick darauf werfen kann. Nachdem sie eine besonders belastende Passage gelesen hat, entschuldigt sich Anna und geht nach Hause. Karl ist in Dadaks Büro, als Anna anruft und hört, wie sie ihren gemeinsamen Abend beschreibt, ohne die Briefe zu erwähnen. Dadak wird misstrauisch gegenüber Karl und arrangiert, dass sein Netzwerk von Spionen ihm folgt. Später taucht Dadak in Karls Wohnung auf und befiehlt ihm, Anna zu sich zu rufen und ihr 500 Dollar zu geben, mit denen sie und ihre Familie die Grenzbeamten bestechen und aus dem Land fliehen können. Während Dadak sich versteckt, bittet Karl Anna, mit ihm aus der Tschechoslowakei zu fliehen, und gibt ihr das Geld. Nachdem Anna vereinbart hat, sich in drei Stunden mit Karl zu treffen, geht sie. Fünf Stunden später, ohne dass Anna etwas von ihm gehört hat, teilt Dadak Karl und Novotny mit, dass er sie verhaften muss. Karl protestiert, dass Anna keine Verräterin, sondern nur in ihn verliebt sei, aber Dadak ist ungerührt.
Schließlich ruft Anna an und bittet Dadak, sie in seinem Büro zu sehen. Dort, während Karl sich versteckt, erzählt Anna Dadak von dem Fluchtplan, und er versetzt sie glücklich in Novotnys Büro. Später geht Karl zu den Svobodas und erfährt, dass Anna nach einem Anruf von Novotny ihre Meinung über die Flucht plötzlich geändert hat. Karl verhaftet daraufhin die gesamte Familie und Kudelka. Anna erstattet unterdessen Novotny Bericht und dankt ihm für seinen Anruf und die Warnung vor Dadak. Gerade als Novotny verrät, dass sie mit ihm nach Amerika geht, werden sie beide verhaftet und mit den Svobodas in einen Lastwagen geworfen. Nach einer nächtlichen Fahrt überquert der Lastwagen eine Grenze und hält an. Die Gruppe ist überrascht, als sie feststellt, dass sie sich jetzt im US-Sektor Österreichs befinden und dass ihr Fahrer Karl ist. Karl und Anna umarmen sich und freuen sich auf eine glückliche gemeinsame Zukunft in Amerika.

## Hintergrund
Gedreht wurde der Film von Anfang Juni bis Anfang August 1951.
Eine Texttafel zu Beginn informiert, dass der Film vollständig im besetzten Österreich gedreht wurde. Es wurde sowohl dem Außenministerium als auch den Streitkräften der Vereinigten Staaten gedankt, ohne deren Hilfe und Schutz dieser Film nicht hätte gedreht werden können. Die Texttafel ist über animiertes Filmmaterial gelegt, das einen bayerischen Mann zeigt, der einen Bühnenvorhang mit der Aufschrift „Der Eiserne Vorhang“ zurückzieht. 
Laut Pressemeldungen kauften Briskin-Smith Productions und Joseph Justman, der an der Firma interessiert war, im März 1951 das Drehbuch von László Vadnay und Hans Wilhelm. Morjay Productions, das als Produktionsfirma des Films aufgeführt ist, war offenbar ein weiteres von Briskin kontrolliertes Unternehmen. Dick Powell und Warner Bros. planten ebenfalls den Kauf des Drehbuchs. 
RKO-Chef Howard Hughes kaufte den fertigen Film, der vollständig in Wien gedreht wurde, im März 1952. Produzent Briskin wird mit den Worten zitiert, dass viele österreichische Schauspieler wegen kommunistischer Drohungen Angst hatten, an dem Film mitzuarbeiten, und dass die Produktion von Russen „beobachtet“ wurde.
Eduard Stolba oblag die künstlerische Leitung.

## Veröffentlichung
Die Premiere des Films fand am 25. Dezember 1952 in New York statt. In der Deutschland wurde er am 18. Oktober 2019 auf DVD veröffentlicht.

## Kritiken
Bosley Crowther von der The New York Times schrieb, dass, bei allem Respekt für die Absichten, die Mort Briskin offensichtlich hatte, leider erwähnt werden muss, er damit nicht erfolgreich war. Offenbar wollte er einen Film machen, der die Absurditäten des kommunistischen Dogmatismus und des kommunistischen Polizeistaats lächerlich macht und verspottet. Und zu diesem Zweck nahm er seine Truppe, zu der Viveca Lindfors und Paul Christian als Stars gehören, mit nach Wien, um den Film zu drehen und ihm Atmosphäre zu verleihen. Aber leider hatten er und seine Leute kein Drehbuch dabei, oder zumindest keins, das genug Erfindungsgabe und Witz für die anstehende Aufgabe hatte. Denn die Fabel von László Vadnay und Hans Wilhelm ist eine schwache und mühsame Angelegenheit, und sie macht ziemlich locker Witze über Dinge, die alles andere als drollig sind.
Der Kritiker des TV Guide befand, dass die Darstellung des Lebens hinter dem Eisernen Vorhang stark verzerrt sei, was angesichts des politischen Klimas der Zeit keine Überraschung ist. Die Situationen seien Standard und die Charaktere die schlimmsten Stereotypen, die man sich vorstellen könne. Die Regie sei schwerfällig, ohne Gefühl für das Material, und die Schauspielerei helfe nicht viel.